# Les Belles Lurettes
Les Belles Lurettes est un duo originaire du Nord créé en 1994. Il est constitué de Mathilde Braure (chant, accordéon) et Martine Delannoy (chant). Émouvants ou drôles, les textes rappellent avec gaîté la vie d'autrefois des hommes et de femmes ordinaires de la région du Nord ; ils sont soulignés par des mélodies sobres interprétées à l'accordéon et rythmées par le tambourin sur les premiers albums. Par la suite le duo s'est entouré d'un groupe plus étoffé (guitare, contrebasse, batterie).

## Discographie
- 1996 : Les Belles Lurettes, Prod. Les In-ouïes
- 1998 : Mais ça va où ?, Boucherie Productions
- 2000 : Autrement, Boucherie Productions
- 2005 : En Face, Prod. Les In-ouïes, album récompensé par le prix de l'album autoproduit 2006